# Canavalia villosa
Canavalia villosa är en ärtväxtart som beskrevs av George Bentham. Canavalia villosa ingår i släktet Canavalia och familjen ärtväxter. Inga underarter finns listade i Catalogue of Life.